# Auw (Argovie)
Pour les articles homonymes, voir Auw.
Auw est une commune suisse du canton d'Argovie, située dans le district de Muri.

Photo aérienne (1970).

## Monuments
La commune compte sur son territoire un ancien moulin, une église dédiée à saint Nicolas, une chapelle ainsi qu'une
ancienne ferme, tous inscrits comme biens culturels d'importance nationale.

## Personnalités natives de Auw
- Maria Bernarda Bütler (1848-1924), sainte catholique, fondatrice de la Congrégation des franciscaines de Marie-Auxiliatrice.